# Thomas Nguyễn Văn Trâm
Thomas Nguyễn Văn Trâm (Bà Rịa, 9 gennaio 1942) è un vescovo cattolico vietnamita, dal 6 maggio 2017 vescovo emerito di Bà Rịa.

## Biografia
Thomas Nguyễn Văn Trâm è nato il 9 gennaio 1942 a Bà Rịa, in una famiglia cattolica. Avendo manifestato la vocazione al sacerdozio fin da bambino è entrato in seminario a 11 anni nel 1953.

### Formazione e ministero sacerdotale
Ha svolto tutti gli studi a Saigon, frequentando i seminari minore e maggiore San Giuseppe. Ordinato presbitero il 1º maggio 1969, per un anno è stato parroco della parrocchia Biên Hoà è poi è stato inviato a Roma per completare la sua formazione presso il Pontificio Collegio Urbano, conseguendo il dottorato in diritto canonico nel 1974. Tornato in patria, è stato segretario del vescovo Dominique Nguyễn Văn Lãng e parroco della parrocchia di Thánh Mẫu ed amministratore diocesano. È stato poi professore di diritto canonico presso il Seminario maggiore San Giuseppe di Saigon.

### Ministero episcopale
Il 6 marzo 1992 papa Giovanni Paolo II lo ha nominato vescovo ausiliare di Xuân Lôc, assegnandogli la sede titolare di Ilta. Ha ricevuto l'ordinazione episcopale il 7 maggio 1992 dal Vescovo di Xuân Lôc Paul Marie Nguyễn Minh Nhật.
Il 22 novembre 2005 papa Benedetto XVI, con la bolla Ad aptius consulendum, ha eretto la nuova diocesi di Bà Rịa, e lo ha nominato primo vescovo. Ha preso possesso della diocesi il 5 dicembre seguente.
Nell'ultimo periodo del suo episcopato è stato nominato amministratore apostolico della diocesi di Phan Thiết, carica che ha mantenuto per quasi tre anni dal 14 marzo 2017 al 12 dicembre 2019.
Ha retto la sua diocesi per undici anni e mezzo, ritirandosi per raggiunti limiti di età il 6 maggio 2017.

## Genealogia episcopale e successione apostolica
La genealogia episcopale è:
- Cardinale Scipione Rebiba
- Cardinale Giulio Antonio Santori
- Cardinale Girolamo Bernerio, O.P.
- Arcivescovo Galeazzo Sanvitale
- Cardinale Ludovico Ludovisi
- Cardinale Luigi Caetani
- Cardinale Ulderico Carpegna
- Cardinale Paluzzo Paluzzi Altieri degli Albertoni
- Papa Benedetto XIII
- Papa Benedetto XIV
- Papa Clemente XIII
- Cardinale Bernardino Giraud
- Cardinale Alessandro Mattei
- Cardinale Pietro Francesco Galleffi
- Cardinale Giacomo Filippo Fransoni
- Cardinale Carlo Sacconi
- Cardinale Edward Henry Howard
- Cardinale Mariano Rampolla del Tindaro
- Cardinale Rafael Merry del Val
- Arcivescovo Duarte Leopoldo e Silva
- Arcivescovo Paulo de Tarso Campos
- Cardinale Agnelo Rossi
- Vescovo Dominique Nguyễn Văn Lãng
- Vescovo Paul Marie Nguyễn Minh Nhật
- Vescovo Thomas Nguyễn Văn Trâm

La successione apostolica è:
- Vescovo Emmanuel Nguyễn Hồng Sơn (2016)